# 릴리 소비에스키
릴리안 루다벳 글로리아 엘스베타 "릴리" 소비에스키(영어: Liliane Rudabet Gloria Elsveta "Leelee" Sobieski, 1983년 6월 10일 ~ )는 미국의 배우이다.

## 출연 작품
- 25살의 키스